# Кататлы
Кататлы — отдельные дворы селения Кенхи Шаройского района Чеченской Республики. Являлся одним из хуторов, относившихся к селу Кенхи. Название означает «у хвоста», хутор был самым нижним по течению реки Кенхи от села. Был населен представителями аварского тухума Корабал.

## География
Расположено на правом берегу реки Шароаргун.
Ближайшие сёла: на северо-востоке — Кири, на юго-востоке — Рахулахле и Гайдхе, на западе — Химой.

## История
Территория вокруг Кенхи была заселена аварскими народами с VI века, входила в Аварское ханство и как религиозно, так и политически тяготела к Дагестану. Однако, в 1924 году территория была передана в из состава Андийского округа Дагестана в Чечено-Ингушскую АССР. В настоящее время существует опасность ассимиляции аварцев в Чечне.